# مانوکالتزاتی
مانوکالتزاتی (به ایتالیایی: Manocalzati) یک کومونه در ایتالیا است که در استان آولینو واقع شده‌است.

## خصوصیات
مانوکالتزاتی ۸٫۶۲ کیلومترمربع مساحت و ۳٬۲۷۵ نفر جمعیت دارد و ۴۵۰ متر بالاتر از سطح دریا واقع شده‌است.

## خواهرخوانده
شهر Sainte-Féréole خواهرخواندهٔ مانوکالتزاتی هست.